# Alter Orient

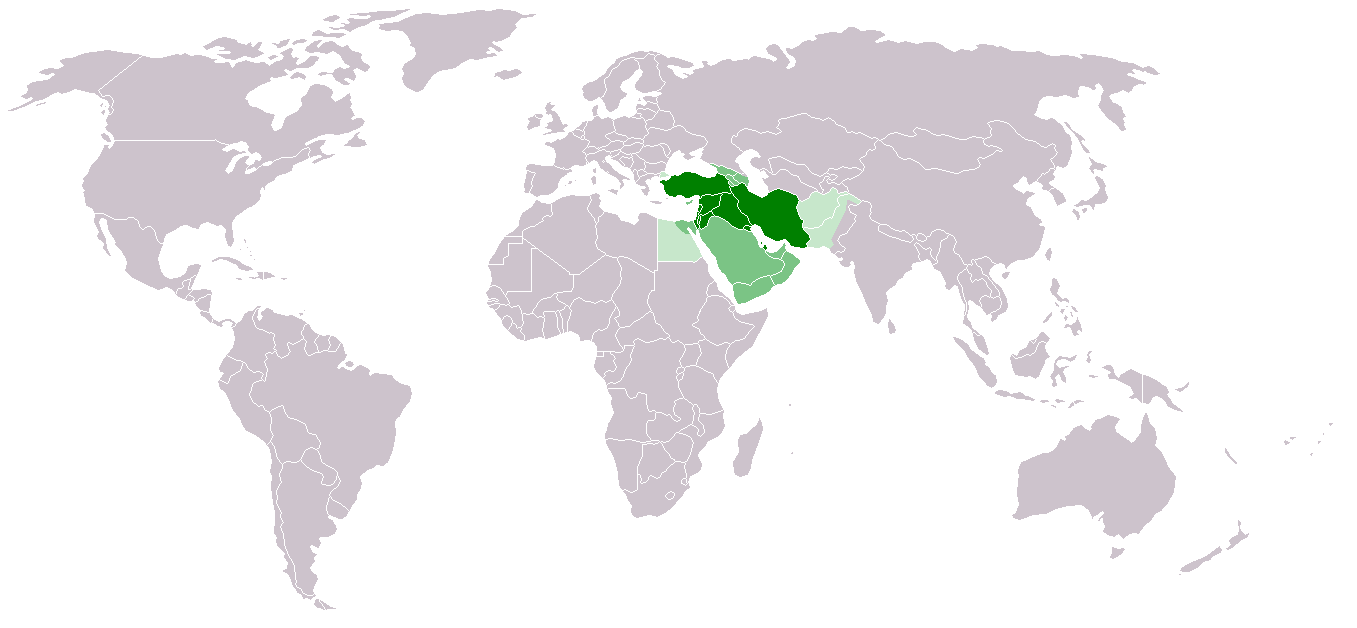
Karte des Alten Orients (Kern-/Peripheriegebiete farblich abgesetzt) und auf die heutigen Grenzen der Nationalstaaten projiziert

Der Begriff Alter Orient bezeichnet den von der vorderasiatischen Archäologie und Altorientalistik erforschten geographischen und zeitlichen Raum sowie die in diesem Raum entstandenen Kulturen, besonders die Hochkulturen. Eine einheitliche Definition des Raumes und der Zeitspanne des Alten Orients existiert nicht. Seine Kerngebiete umfassen Mesopotamien und dessen Nachbarn Iran, Anatolien und die Levante.
Nach gegenwärtigem Forschungsstand vollzogen sich im Alten Orient mehrere Entwicklungsschritte der Menschheit früher als in jeder anderen Region der Welt. Hierzu zählen insbesondere die Neolithisierung, die Urbanisierung sowie die Entwicklung der Schrift, die den Übergang von der Urgeschichte zur Geschichte markiert.
Im Alten Orient bildeten sich im Laufe der Jahrtausende mehrere Hochkulturen aus, von denen die Sumerer, Babylonier, Assyrer, Hethiter und Perser besondere Berühmtheit erlangten. Die letzte altorientalische Hochkultur, die der Sassaniden, ging mit der Ausdehnung des Islam unter, was eine neue kulturelle Phase in diesem Raum markiert.

## Definitionen
Alter Orient ist kein Begriff der physischen Geographie, sondern wird von einzelnen Fachdisziplinen und Wissenschaftlern jeweils für sich selbst sehr unterschiedlich definiert. So begreift die Vorderasiatische Archäologie, die sich für die materiellen Hinterlassenschaften dieser Kulturen interessiert, mit diesem Begriff vor allem die Räume, in welchen ebendiese Hinterlassenschaften zu finden sind, und grenzt ihn von den Räumen ab, die einer anderen materiellen Kultur angehören. Die Altorientalistik als philologische Disziplin legt ihren Fokus hingegen vor allem auf die schriftlichen Zeugnisse der Hochkulturen. Da die Verbreitungsgebiete dieser Kulturen im Laufe der Zeit stark fluktuierten, können nur leidlich klare Grenzen festgestellt werden. Die wesentlichen Unterschiede der Definitionen bestehen hinsichtlich ihrer räumlichen und zeitlichen Dimension.

### Räumliche Einordnung
Der geographische Raum, mit dem sich die vorderasiatische Archäologie beschäftigt, umfasst konsensuell das Gebiet der heutigen Staaten Irak, Syrien, Türkei, Libanon, Jordanien, Iran, Saudi-Arabien, Kuwait, Bahrain, Jemen, Oman, Vereinigte Arabische Emirate und Katar. Viele vorderasiatische Archäologen zählen außerdem auch Afghanistan, Pakistan (westlich des Indus) und Zypern zu ihrem Forschungsgebiet. Seit dem Zerfall der Sowjetunion werden vermehrt auch Armenien, Turkmenistan und Aserbaidschan angeführt. Eine Sonderstellung nimmt Israel ein, für das sich die biblische Archäologie als eigenständiger Wissenschaftszweig entwickelt hat, der je nach Autor als eigenständige Disziplin neben der vorderasiatischen Archäologie oder als Unterdisziplin derselben betrachtet wird. Ägypten wird in der Regel nicht mehr zum Vorderen Orient gezählt, da sich mit der Ägyptologie eine völlig eigenständige Wissenschaft entwickelt hat.
Die Altorientalistik beschäftigt sich hingegen stärker mit dem Verbreitungsgebiet der Keilschrift und zählt somit vor allem Irak, Syrien, Kleinasien, Israel, Libanon, Jordanien und Iran zu ihrem Forschungsgebiet. Hinzu kommt zeitweise (etwa in der Amarna-Zeit) auch Ägypten. Hingegen hat sich für die arabische Halbinsel mit der Sabäistik eine eigene wissenschaftliche Disziplin entwickelt, so dass dieser Raum vom Alten Orient abgegrenzt wird. Als östliche Grenze gilt das iranische Hochland. Da die Einflussbereiche der altorientalischen Hochkulturen im Laufe der Zeit stark schwanken, verschieben sich auch die Grenzen des Forschungsgebietes der Altorientalistik durch die Geschichte laufend.

### Zeitliche Einordnung

#### Archäologie
Der zeitliche Rahmen, mit dem sich die vorderasiatische Archäologie befasst, setzt für die meisten Forscher mit der Jungsteinzeit vor etwa 11.000 Jahren ein. Einige Fachvertreter zählen auch die Altsteinzeit, die im Vorderen Orient vor ca. zwei Millionen Jahren beginnt, zu ihrem Forschungsbereich; in der Regel sieht sich hierfür jedoch die Disziplin der Ur- und Frühgeschichte zuständig. Während lange Zeit der Untergang des Achämenidenreiches 330 v. Chr. als Ende des Forschungsgebietes betrachtet wurde, werden heute nicht zuletzt aus pragmatischen Gründen zunehmend auch die Reiche der Parther und Sassaniden sowie die entsprechenden Phasen der hellenistischen, römischen und oströmischen Okkupation des betreffenden Gebietes untersucht. Als Endpunkt des Alten Orients gilt den Archäologen deshalb heute gemeinhin das Ende des letzten vorislamischen Reiches, des Sassanidenreiches, im Jahr 651 n. Chr.

#### Altorientalistik
Da historische Wissenschaften im engeren Sinne an die Existenz auswertbarer Texte gebunden sind, beginnt der zu erforschende Zeitraum für die Altorientalistik mit dem Auftreten der frühesten Keilschriftzeugnisse des Alten Orients in Südmesopotamien um 3000 v. Chr. Das Ende des Alten Orients ist in der Altorientalistik hingegen stark umstritten. Für viele Fachvertreter endet mit dem Untergang des Achämenidenreiches 330 v. Chr. die Zeit des Alten Orients. Andere zählen auch noch die Zeit der Seleukiden und des frühen Arsakidenreiches zu ihrem Forschungsgebiet, da damals die Keilschrift im Rahmen der Durchsetzung der hellenistischen Kultur nur langsam verschwand. Im Unterschied zu den vorderasiatischen Archäologen sehen aber nur sehr wenige Altorientalisten auch das Sassanidenreich noch als Gegenstand ihres Faches an.

## Geographie
Das Gebiet des Alten Orients liegt überwiegend im Bereich der subtropischen Wüsten, die sich von der Sahara bis nach Zentralasien erstrecken. Dennoch weist der Vordere Orient eine Vielfalt unterschiedlicher Naturräume auf, die zudem über die Jahrtausende einem steten Wandlungsprozess unterlagen.

### Relief
Das Relief des Alten Orients entstand und entsteht seit dem Mesozoikum durch die Subduktion der arabischen Platte unter die anatolische und die iranisch-afghanische Platte bzw. die Kollision Letzterer mit der eurasischen und indischen, was zur typischen Zweiteilung des Großreliefs führte: im Norden Hochgebirge wie Pontisches Gebirge, Kaukasus, Taurus, Zagros, Elburs bis hin zum Hindukusch und im Süden die eher flachen Ebenen des arabischen Schildes. Beide Teile werden durch den mesopotamischen Trog getrennt, durch den heute mit Euphrat und Tigris die wichtigsten Flüsse des Alten Orients fließen. Die tektonische Aktivität führte und führt zwar zu zahlreichen Erdbeben in der Region sowie zu Vulkanismus, bspw. am Ararat, bedingt andererseits aber auch, dass Minerale an die Erdoberfläche gelangen, die die Böden vor Ort fruchtbar werden lassen.

### Klima
Der größte Teil des Alten Orients liegt in der Klimazone der Subtropen, die nördlichen Grenzregionen sowie Anatolien gehören den Steppenklimaten der gemäßigten Zone an, während der Süden der arabischen Halbinsel noch Anteil an den Tropen hat. Die meisten Regionen des Alten Orients erhalten Winterregen, nur die Regionen im äußersten Süden und äußersten Norden erhalten auch Sommerregen. Die jährliche Niederschlagsmenge variiert heute zwischen 1000 mm an den Gebirgshängen, 200–400 mm in den zentralen Steppenregionen und unter 100 mm in den Wüsten. Mit abnehmender durchschnittlicher Regenmenge steigt zudem die Niederschlagsvariabilität, so dass in den weiten Teilen des Vorderen Orients, in welchen die durchschnittlichen Jahresniederschlagsmengen ohnehin gering sind, die Wahrscheinlichkeit mehrerer regenloser Jahre in Folge steigt. Die Jahresdurchschnittstemperaturen differieren von Region zu Region stark. In der Levante und in den Hochländern von Iran und Afghanistan liegen sie bei 15–20 °C, in den Hochgebirgen betragen sie nicht mehr als 5–10 °C, während sie auf der arabischen Halbinsel überall mindestens 25 °C betragen. In den ariden Gebieten herrschen in der Regel lokale Windsysteme vor, die besonders im Sommer zur Entstehung von Sandstürmen und sogenannten Staubteufeln führen.
Diese Klimabedingungen bestehen erst seit etwa 3500 v. Chr., wobei eventuelle Klimawechsel in der Zwischenzeit aus methodischen Gründen nur schwer fassbar sind. In den vorausgehenden Epochen sind jedoch mehrere Klimawechsel nachweisbar. So waren am Ende der letzten Eiszeit die Temperaturen im vorderen Orient um etwa 10 K niedriger als heute, bei noch geringerer Niederschlagsmenge. Ab etwa 15.000 v. Chr. waren insbesondere die Levante und Anatolien von deutlich humideren Bedingungen betroffen. Zwischen 9000 und 6000 v. Chr. sind außerdem niedrigere Durchschnittstemperaturen nachweisbar. Danach, bis etwa 4500 v. Chr., nahmen die Niederschlagsmengen wiederum ab, um dann bis 3500 v. Chr. wieder zuzunehmen.

### Hydrologie
Mit Ausnahme weniger Gunstgebiete leidet der gesamte Vordere Orient unter Wassermangel. Über eine dauerhafte Wasserversorgung durch Flüsse verfügen Nordanatolien, die Küstengebiete, der Hindukusch sowie Mesopotamien und die angrenzenden Ketten des Taurus und Zagros. Anders als unsere Flüsse neigen diese jedoch dazu, beim Eintritt in aride Gebiete an Volumen zu verlieren, da es kaum weitere Zuflüsse gibt, die die Verdunstung ausgleichen könnten. Dies führt zu einer stetigen Versalzung der ariden Regionen. Die nördlichen Hochländer verfügen über periodisch gefüllte Flüsse, im Süden der arabischen Halbinsel befinden sich überwiegend ausgetrocknete Wadis. Viele Gewässer des Alten Orients und besonders der Arabischen Halbinsel münden in Binnengewässer, was zur Bildung von Salzseen (zum Beispiel Vansee oder Totes Meer) führt. Besonders in den trockenen Gebieten können gelegentlich heftige Niederschläge auftreten, die dann beim Abfließen zu starker Erosion führen und beim Trocknen eine Salzkruste hinterlassen, die die betroffenen Flächen unfruchtbar macht.
Die Grundwasservorräte in Wüsten- und Steppenregionen sind meist fossil und liegen in einer Tiefe von mehreren hundert Metern, so dass sie im Altertum nicht mit Brunnen angezapft werden konnten. Lokal existieren jedoch Aquifere, die nutzbare Grundwasserspiegel erzeugen. In den nördlichen Steppen und in den Pedimentzonen kann das Grundwasser durch einige Meter tiefe Brunnen angezapft werden. Besonders im flachen Südmesopotamien lag der Grundwasserspiegel unmittelbar unter der Erdoberfläche, was zur Entstehung weitläufiger Marschlandschaften führte. Die meisten Quellen des Alten Orients sind Karstquellen in den Kalksandsteingebirgen, aus denen sich auch die Flüsse speisen. Sonstige Quellen sind selten, wurden jedoch besonders gern zur Siedlung genutzt (zum Beispiel Palmyra).
Die Küste des persischen Golfes lag in der Frühzeit des Alten Orients deutlich weiter landeinwärts. Städte wie Ur und Nippur waren ursprünglich Küstenstädte. Durch Aufsedimentation hat sich das Wasser dort inzwischen jedoch zurückgezogen.

## Historische Entwicklung

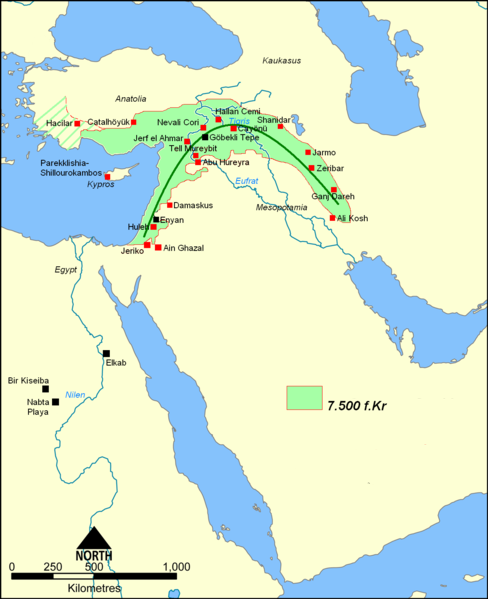
Der Gunstraum des fruchtbaren Halbmonds mit wichtigen Siedlungsplätzen um 7.500 v. Chr.

Der Vordere Orient ist seit rund 2 Millionen Jahren durch Hominiden besiedelt. So bevölkerten etwa Neandertaler die Region um den Karmel in der Levante oder die Shanidar-Höhle im Irak. Bis vor etwa 12.000 Jahren lebten diese Menschen ausschließlich als mobile Gruppen von Jägern und Sammlern. Nach dem Ende der letzten Eiszeit begannen sie jedoch in einem Neolithisierung genannten Prozess allmählich zu einer sesshaften Lebensweise mit Ackerbau und Viehzucht als Subsistenzgrundlage überzugehen. Im sogenannten Fruchtbaren Halbmond, dem zentralen Gunstraum des Alten Orients, vollzog sich dieser Prozess, nach gegenwärtigem Kenntnisstand, weltweit erstmals.

### Epipaläolithikum
Erste feste Wohnstätten von Menschen, die ihren Nahrungsbedarf immer noch durch Jagen und Sammeln deckten, stammen aus der Kebarien genannten Periode in Palästina. Dieser Phase folgte das sogenannte Natufien, eine archäologische Kultur, die in Palästina und in Syrien verbreitet war. Für diese Menschen ist eine hohe Bedeutung von Getreiden als Nahrung nachweisbar, daher kann vermutet werden, dass sie begannen, wilde Gräser zu domestizieren. Funde aus dem Tell Abu Hureyra oder Beidha legen nahe, dass bevorzugt bestimmte Tierarten gejagt wurden.

### Präkeramisches Neolithikum
Aus dem auf das Epipaläolithikum folgenden Präkeramischen Neolithikum A (9500–8300 v. Chr.) sind weniger Fundorte bekannt als aus dem Natufien. In den wenigen wurden aber einige grundlegende Neuerungen in der Siedlungsweise fassbar. So wurden zum Bau der runden Gebäude sonnengetrocknete Lehmziegel verwendet, wie etwa beim Turm von Jericho. Siedlungen verfügten nun auch über Gemeinschaftsbauten, wie etwa in Jerf el Ahmar. Der spektakulärste Fundort des Präkeramischen Neolithikums A ist Göbekli Tepe, eine monumentale Kultanlage, die wahrscheinlich von einer nicht-sesshaften Bevölkerung errichtet wurde und deren Anfänge bis in das frühe 10. Jahrtausend v. Chr. zurückreichen.
In der folgenden Periode des Präkeramischen Neolithikums B (9100–8000 v. Chr.) begannen die Menschen nun rechteckige Häuser mit mehreren Räumen zu bauen, etwa in Çayönü. Wachsende Siedlungsgrößen mit bis zu 1.000 Einwohnern und zugleich eine steigende Anzahl von Siedlungen lassen auf ein starkes Anwachsen der Bevölkerung schließen, die nun auch Ackerbau und Viehzucht betrieb. Aus dieser Periode stammen auch erste bedeutende Kunstwerke wie die Statuen von ʿAin Ghazal und Nevalı Çori. Die Verstorbenen dieser Gesellschaften wurden in der Regel unter den Fußböden der Wohnhäuser beigesetzt und mit Grabbeigaben ausgestattet. Diese bestanden nicht selten aus Luxusgütern, die einem frühen Fernhandel entstammten.

### Keramisches Neolithikum

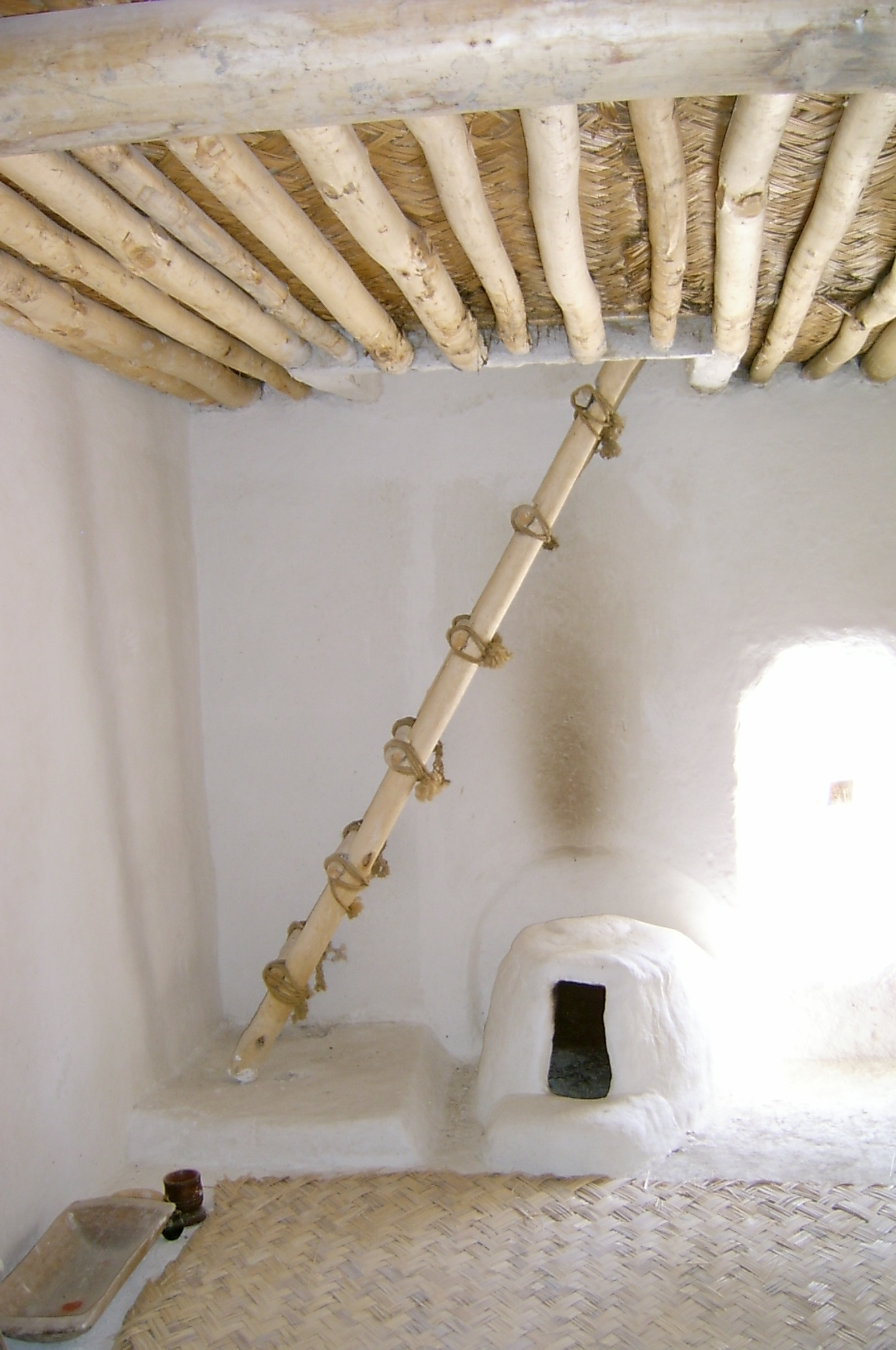
Rekonstruktion eines Wohnraumes in Çatalhöyük

Markantestes Merkmal der folgenden Periode des keramischen Neolithikums (8000–5500 v. Chr.) ist die gezielte Nutzung gebrannter Keramik, obgleich diese vereinzelt auch schon in vorausgehenden Zeiten in Gebrauch war. Der bedeutendste Fundort dieser Zeit ist Çatalhöyük, dessen Häuser verputzt und mit Wandmalereien oder bemalten Reliefs verziert waren. Wie in der vorausgehenden Epoche wurden die Menschen überwiegend unter Wohnräumen, jedoch nicht unter Vorratsräumen und öffentlichen Plätzen bestattet. Grabbeigaben beschränkten sich hier jedoch nur auf einzelne Gräber, eventuell von sich nun ausbildenden lokalen Eliten.
Ab dem keramischen Neolithikum wurde auch das mesopotamische Schwemmland besiedelt. Die älteste Fundgruppe stellt hier die so genannte Umm-Dabaghiyah-Sotto-Kultur (6000–5750 v. Chr.) dar. Die Menschen lebten vermutlich familienweise in rechteckigen Häusern aus gestampftem Lehm mit zwei bis drei Räumen. Über die Bestattungsweise ist wenig bekannt, außer dass einige zerstückelte Leichen in eigenen Gebeinhäusern aufbewahrt wurden, während andere Skelette, vor allem von Kindern, weiterhin unter den Fußböden lagen, gelegentlich auch in einem Tongefäß. Als Nahrungsgrundlage dienten vor allem domestizierte Getreide- und Tierarten, während nur noch 20 % der Knochenfunde auf eine Jagdtätigkeit hinweisen.
Aus der Umm-Dabaghiyah-Sotto-Kultur entwickelte sich die in Nordmesopotamien verbreitete Hassuna-Kultur (5750–5250 v. Chr.), die mit ihrem Vorläufer in vielen Merkmalen übereinstimmt, jedoch eine höher entwickelte Keramik besaß. In ihren späteren Schichten zeigt sich oft eine Vermischung mit der etwas später in Südmesopotamien entstandenen Samarra-Kultur (5500–5000 v. Chr.), die neben einer höher entwickelten Keramik besonders auch sorgfältiger angelegte Häuser aufwies, zum Beispiel in Tell as-Sawwan. Diese Gebäude wurden aus quaderförmigen Lehmziegeln errichtet, die sich in ihrem Grundprinzip bis heute als Baumaterial im Vorderen Orient erhalten haben.
Die Hassuna-Kultur wurde in Nordmesopotamien durch die Halaf-Kultur (5500–5000 v. Chr.) abgelöst, die sich anschließend bis an die Mittelmeerküste und in den Zagros ausdehnte. Die Menschen der Halaf-Kultur betrieben Trockenfeldbau und wohnten vermutlich als Kernfamilie in runden Hütten mit einem Durchmesser von bis zu sieben Metern. Das herausstechendste Merkmal der Halaf-Kultur ist ihre typische bemalte Keramik, die in zweikammrigen Öfen gebrannt wurde. Bei ihrer Südausdehnung traf die Halaf-Kultur auf die chalkolithische Obed-Kultur, die sich schließlich durchsetzte.

### Chalkolithikum
Das Chalkolithikum (Kupfersteinzeit) beginnt mit der sogenannten Obed-Kultur (5000–4000 v. Chr.) und ist durch den erstmaligen extensiven Gebrauch von Metallen, vor allem Kupfer und einfache Bronzen, gekennzeichnet. Das Verbreitungsgebiet dieser Kultur umfasst das gesamte Mesopotamien sowie Syrien und Teile Südanatoliens, ihre Keramik wurde aber bis Qatar, Bahrain und den Arabischen Emiraten gefunden, ein deutliches Indiz für Fern- und Seehandel mit der Keramik. Charakteristisch für die Obed-Kultur sind Mittelsaalhäuser, die in späteren Zeiten vor allem als Tempel fungierten. Auf einer Fläche von bis zu 200 m² konnten sie von einer bis zu 20-köpfigen Großfamilie bewohnt sein. Mehrere solcher Häuser bildeten Siedlungen, die nun langsam auch urbanen Charakter annahmen. Wichtige solcher Siedlungen waren Tell Brak in Nordmesopotamien und besonders Uruk sowie Eridu in Südmesopotamien. Eridu lag damals an einem Arm des Euphrat und war zentraler Kultort des Wassergottes Enki. Der Tempel von Eridu stand auf einem Podest, aus welchem sich später die für den Alten Orient typischen Tempeltürme entwickelten.

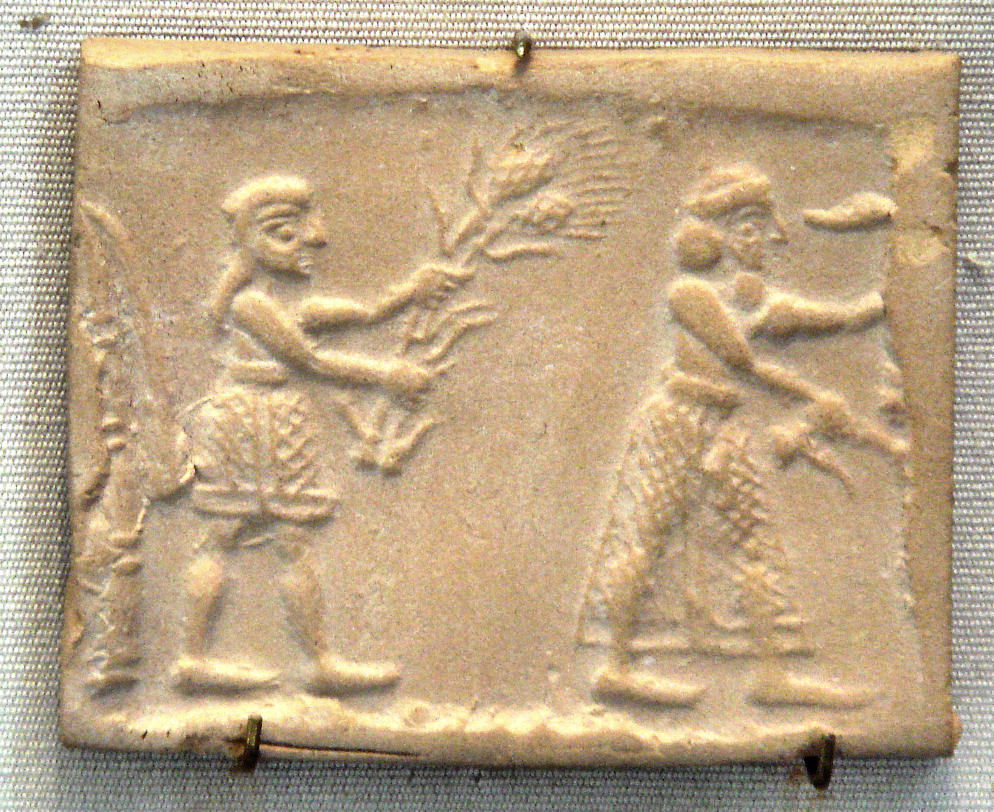
Urukzeitliche Siegelabrollung zeigt den „Mann im Netzrock“ in einer kultischen Szene

Der Obed-Kultur folgte die Uruk-Zeit (4000–3100 v. Chr.), manchmal auch frühsumerische Zeit genannt. In der Uruk-Zeit vollzog sich mit der Entwicklung der Schrift sowie der Entstehung von Städten und frühen Stadtstaaten auch der Übergang von Prähistorie zu Historie. Der bedeutendste Fundort dieser Zeit ist die Stadt Uruk selbst, die am Ende der Epoche eine Ausdehnung von rund 550 Hektar erreichte und somit die damals größte Stadt der Welt war. Gegen Ende der Epoche entstanden entlang des mittleren Euphrat mehrere Enklaven der Uruk-Kultur, die bekannteste unter ihnen ist Habuba Kabira Süd. Diese Ausbreitung der Uruk-Kultur, auch Uruk-Expansion genannt, führte zu der Annahme, dass die urbane Entwicklung Nordmesopotamiens erst durch den Kontakt mit dem höher entwickelten Südmesopotamien angestoßen wurde. Jüngere Befunde, unter anderem aus Tell Brak und Tell Hamoukar, legen jedoch nahe, dass sich in Nordmesopotamien urbane Gesellschaften in einem Handelskontext selbständig entwickelt haben. In der Urukzeit wird erstmals auch die Existenz einer politischen Führung greifbar, die durch den Priesterfürsten En ausgeübt wird, der sich als „Mann im Netzrock“ in vielen Darstellungen, besonders in den neu aufkommenden Rollsiegeln, wiederfindet. Aus bisher nicht geklärten Gründen schrumpft am Ende des vierten Jahrtausends der Verbreitungsraum der Uruk-Kultur schlagartig auf sein Kerngebiet in Mesopotamien zusammen und es folgt die Zeit von Dschemdet Nasr (3100–2900 v. Chr.), ab welcher die sumerische Hochkultur zunehmend fassbar wird.

### Bronzezeitliche Kulturen im alten Orient
Konkordanz der bronzezeitlichen Kulturen im alten, vorderen Orient. Die Zeitangaben sind ungefähre, genaueres in den einzelnen Artikeln. Es folgte im Anschluss an die Bronzezeit die Eisenzeit.

#### Frühbronzezeit
In der Frühbronzezeit (2900–2000 v. Chr.) entstanden in Mesopotamien, im Industal und in Ägypten einige der ersten Hochkulturen der Menschheitsgeschichte.

##### Mesopotamien

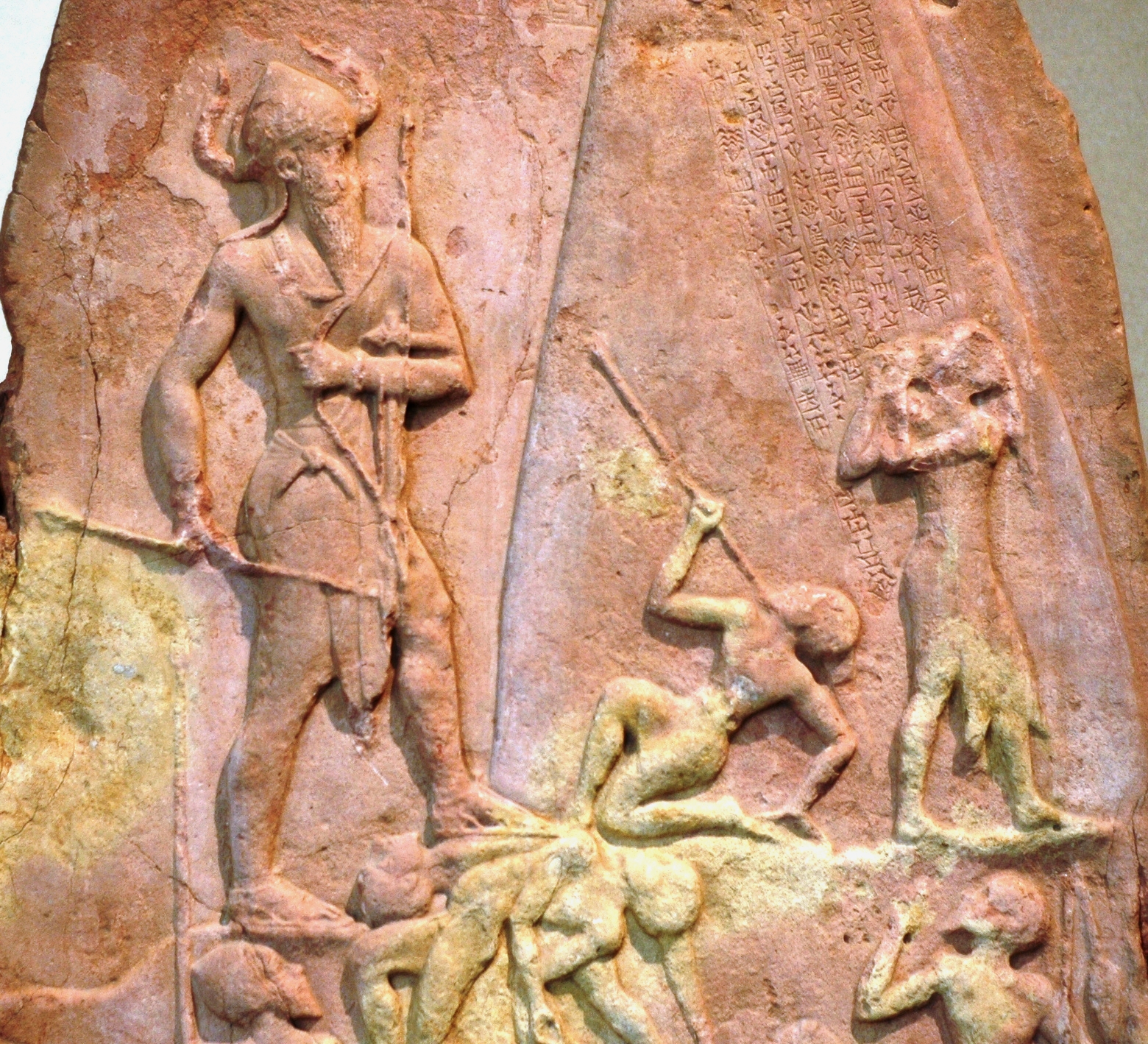
Siegesstele des Naram-Sîn zeigt diesen als siegreiche Gottheit

Nach dem Zusammenbruch der Uruk-Kultur isolierte sich Südmesopotamien in der nun folgenden frühdynastischen Periode (2900–2350 v. Chr.) von den umgebenden Regionen. Die hier ansässigen Sumerer, deren Herkunft besonders wegen ihrer isolierten Sprache unklar ist, lebten in Stadtstaaten, die von den lokalen Herrscherdynastien von Kiš, Lagaš, Ur und Uruk beherrscht wurden. Diese Dynastien werden in der sumerischen Königsliste nacheinander aufgezählt, als hätten sie alle nacheinander regiert. Die Herrscher, LU.GAL (König) oder EN.SI (Stadtfürst) genannt, waren weltliche Herrscher ohne priesterliche Funktion und residierten in Palästen. Dominierendes Merkmal der Städte waren jedoch weiterhin die Tempel, von denen der in Ḫafāǧī besonders bekannt ist. Auch wenn die sumerischen Städte in einem Städtebund mit Zentrum in Nippur vereinigt waren, kam es zwischen den Stadtstaaten zu häufigen Kriegen, die durch zahlreiche Massengräber bezeugt sind. Anhand der Geierstele kann der Konflikt zwischen den Städten Lagaš und Umma nachvollzogen werden. Ab etwa 2500 v. Chr. existieren dann auch zunehmend verwertbare schriftliche Quellen zur sumerischen Zeit. Kunstwerke dieser Zeit entstammen den Königsgräbern in Ur, wo Könige samt Gefolge bestattet waren.

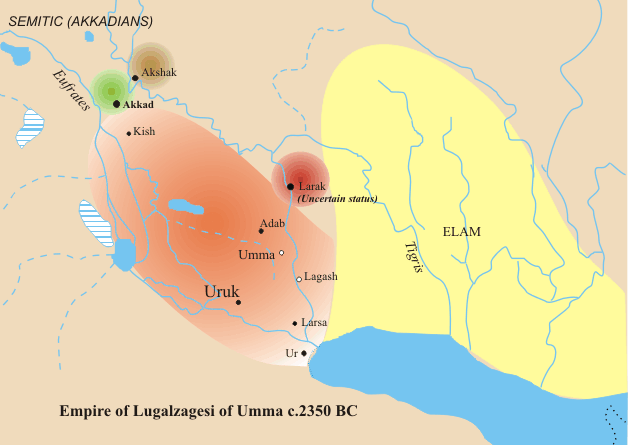
Sumer und Elam zur Zeit des Königs Lugal-Zagesi 2375–2347 v. Chr.

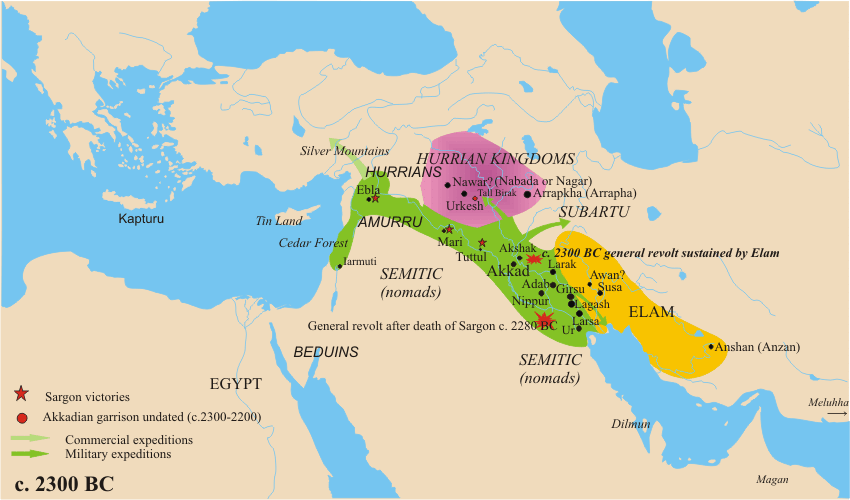
Akkadisches Großreich um 2300 v. Chr.

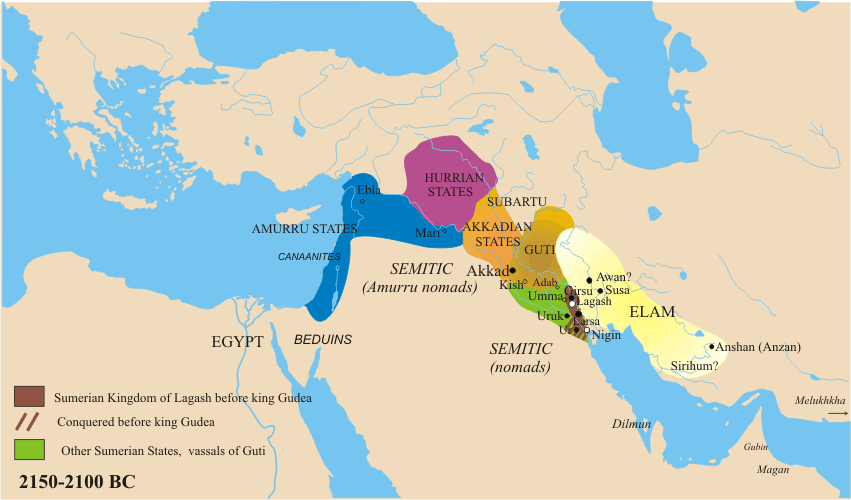
Territorien und Einflussbereiche im Mesopotamien 2150–2100 v. Chr.

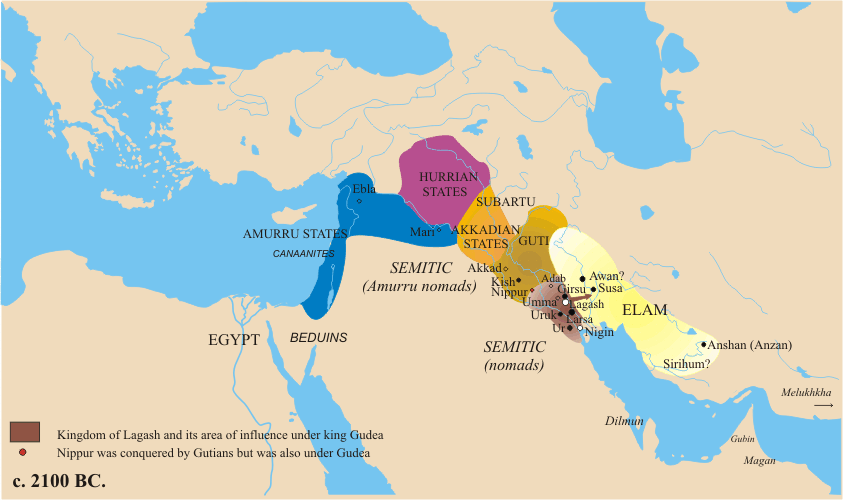
Territorien und Einflussbereiche im Mesopotamien 2100 v. Chr.

In Nordmesopotamien entlang des mittleren Euphrat und Tigris bildeten sich mehrere städtische Zentren wie Ebla und Mari aus, die ihr rurales Umfeld dominierten. In der nördlichen Levante existierten die wenig bekannten Hügelkranzkulturen.
Ab etwa 3000 v. Chr. wanderten semitische Nomaden von Norden her nach Mesopotamien ein. Einem Nachfahren dieser Semiten gelang es um 2340 v. Chr. als Mundschenk den letzten König von Kiš abzusetzen und selbst den Thron zu besteigen. Er nannte sich selbst anschließend Šarrukin (Sargon, ‚wahrer König‘) und gründete in Akkad eine neue Hauptstadt, nach der die folgende Epoche Akkadzeit (2340–2100 v. Chr.) genannt wird. Sargon und seinen Nachfolgern gelang es mit einer aggressiven Expansionspolitik erstmals, einen großen Territorialstaat zu errichten, der ganz Mesopotamien, große Teile Syriens und kleinere Anteile Anatoliens und Irans umfasste. Programmatisch nannten sie sich „König der vier Weltgegenden“ und ließen sich ab Naram-Sîn vergöttlichen. Das politisch instabile Akkadreich erlebte zahlreiche Aufstände, von denen Königsinschriften berichten, und begann nach etwa 150 Jahren unter dem Druck von einwandernden gutäischen Stämmen wieder in sich zusammenzubrechen, bevor es um 2100 v. Chr. endgültig verschwand.
Mit dem Zusammenbruch des akkadischen Reiches gewannen die sumerischen Stadtstaaten wieder neuen Einfluss. Nacheinander herrschten die 2. Dynastie von Lagaš und die für die Ur-III-Zeit (2100–2000 v. Chr.) namensgebende 3. Dynastie von Ur. Zentren dieses Reiches, das etwa 50 Prozent der Fläche des Akkadereiches umfasste, waren die alten Städte Ur und Uruk. Besonders der Begründer der Dynastie Ur-Nammu bemühte sich erfolgreich darum, das nördliche (Akkad) und südliche Südmesopotamien (Sumer) zu einer Einheit zu verschmelzen; diese Einheit bezeichnen wir heute als Babylonien. Aus seiner Zeit stammt mit dem Codex Ur-Nammu auch die älteste bekannte Gesetzessammlung der Menschheit. Das Einsickern von amoritischen Stämmen und die Zerstörung Urs durch Elam führten nach rund 100 Jahren auch zum Untergang dieses Reiches, mit dem die Frühbronzezeit in Mesopotamien endet.

##### Industal
In ungefähr demselben Zeitraum bildete sich auch im äußersten Osten des Vorderen Orients eine Hochkultur aus, die aufgrund ihrer Lokalisation entlang des Indus als Indus-Kultur (2800–1800 v. Chr.) bezeichnet wird. Typisches Merkmal dieser Kultur ist das relativ gleichzeitige Entstehen sehr ähnlich angelegter Städte, wie zum Beispiel Mohenjo-Daro, im Umkreis von rund 1000 Kilometer. Die Indus-Kultur entwickelte mit der Indusschrift ein eigenes Notationssystem, dessen Entschlüsselung bislang nicht gelungen ist. Deshalb sind keine historischen Aussagen über diese Kultur möglich. Nach etwa 800 Jahren brach die Indus-Kultur zunehmend wieder zusammen, so dass sie bis 1800 v. Chr. vollständig verschwunden war. Die Auslöser hierfür sind unklar.

#### Mittelbronzezeit
Die Mittelbronzezeit erlebte ab 2000 v. Chr. den nach rund tausendjähriger Blüte einsetzenden Untergang der sumerischen Kultur und zugleich den Siegeszug der Semiten.

##### Mesopotamien

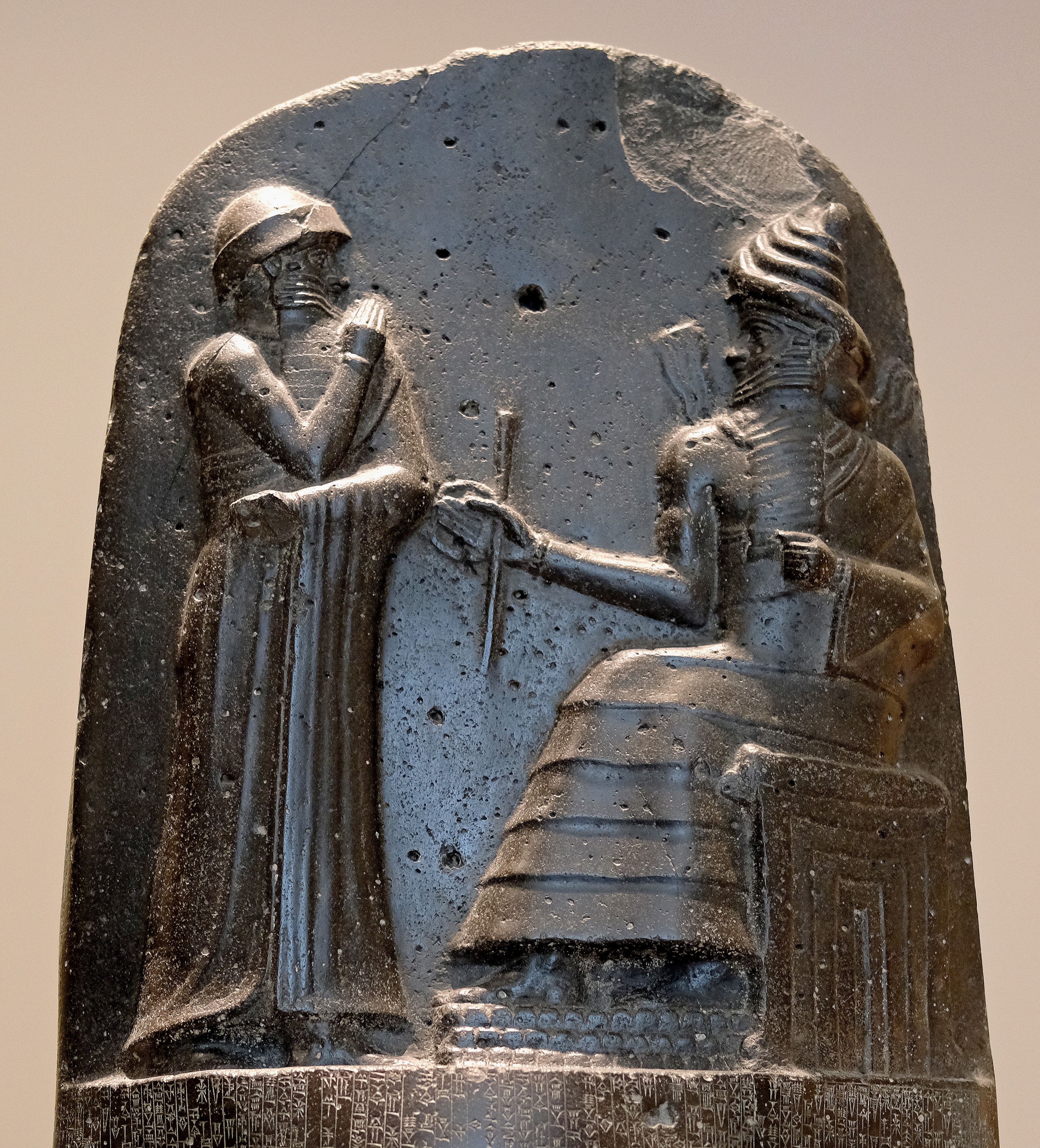
Die Hammurapi-Stele ist das bekannteste Werk dieser Epoche

Im Zusammenhang mit dem Untergang Urs gelang es Išbi-Erra, ehemals Gouverneur Urs, sich in Isin selbst zum König zu erklären und eine Dynastie zu gründen. Gemeinsam mit der etwas später entstandenen und mit ihr konkurrierenden Dynastie von Larsa gab sie dieser Übergangsepoche den Namen Isin-Larsa-Zeit (2000–1800 v. Chr.). Während zu Beginn dieser Periode die sumerische Kultur noch stark entfaltet war, verschwand sie zunehmend zugunsten der akkadischen. In der zweiten Hälfte dieser Epoche wurde zudem in der alten Stadt Babylon eine Dynastie der eingesickerten Amoriter gegründet.
Auch im Norden des Landes entwickelten sich mehrere konkurrierende städtische Zentren. Dies waren in Nordmesopotamien Assur und Mari, in Syrien Jamchad und Ebla. Assur war damals eine bedeutende Handelsmacht, die besonders in Anatolien mehrere Handelsposten (sog. Karums) unterhielt, der am besten bekannte unter ihnen ist Karum Kaneš. König Šamši-Adad I. begründete schließlich im frühen 18. Jahrhundert ein Territorialreich, das anachronistisch zur Benennung der gesamten Epoche als altassyrisches Reich bezeichnet wird. 1792 gelingt ihm die Eroberung Maris, wo er später seinen Sohn Jasmaḫ-Addu als Statthalter einsetzte, sein zweiter Sohn Išme-Dagan I. wurde Statthalter in Ekallatum. Er führte erstmals für einen assyrischen Herrscher den Titel „Šar kiššatim“ (König des Universums). Das Reich Šamši-Adads I. zerfiel schnell wieder und Zimri-Lim gelangte in Mari an die Macht. Sein Palast gehört zu den berühmtesten des gesamten Alten Orients.
Hammurapi, der 6. König der amoritischen 1. Dynastie von Babylon, bekannt besonders durch seinen Gesetzescodex, eroberte im selben Zeitraum in mehreren Feldzügen weite Teile Südmesopotamiens und vereinigte es am Ende seiner Regierungszeit mit Nordmesopotamien, Mari fiel 1760. Damit bestand seit der Akkadzeit erstmals wieder ein Territorialreich, das ganz Mesopotamien umfasste. Dieses altbabylonische Reich (1800–1595 v. Chr.) begann bereits unmittelbar nach seinem Tod aufgrund stetiger Unruhen allmählich zu zerfallen, bis ein Feldzug Königs Muršili I. die Reichshauptstadt zerstörte und damit die Mittelbronzezeit beendete. Im Anschluss übernahmen Kassiten die Macht in Babylon.

#### Spätbronzezeit

##### Hethitische Zeit

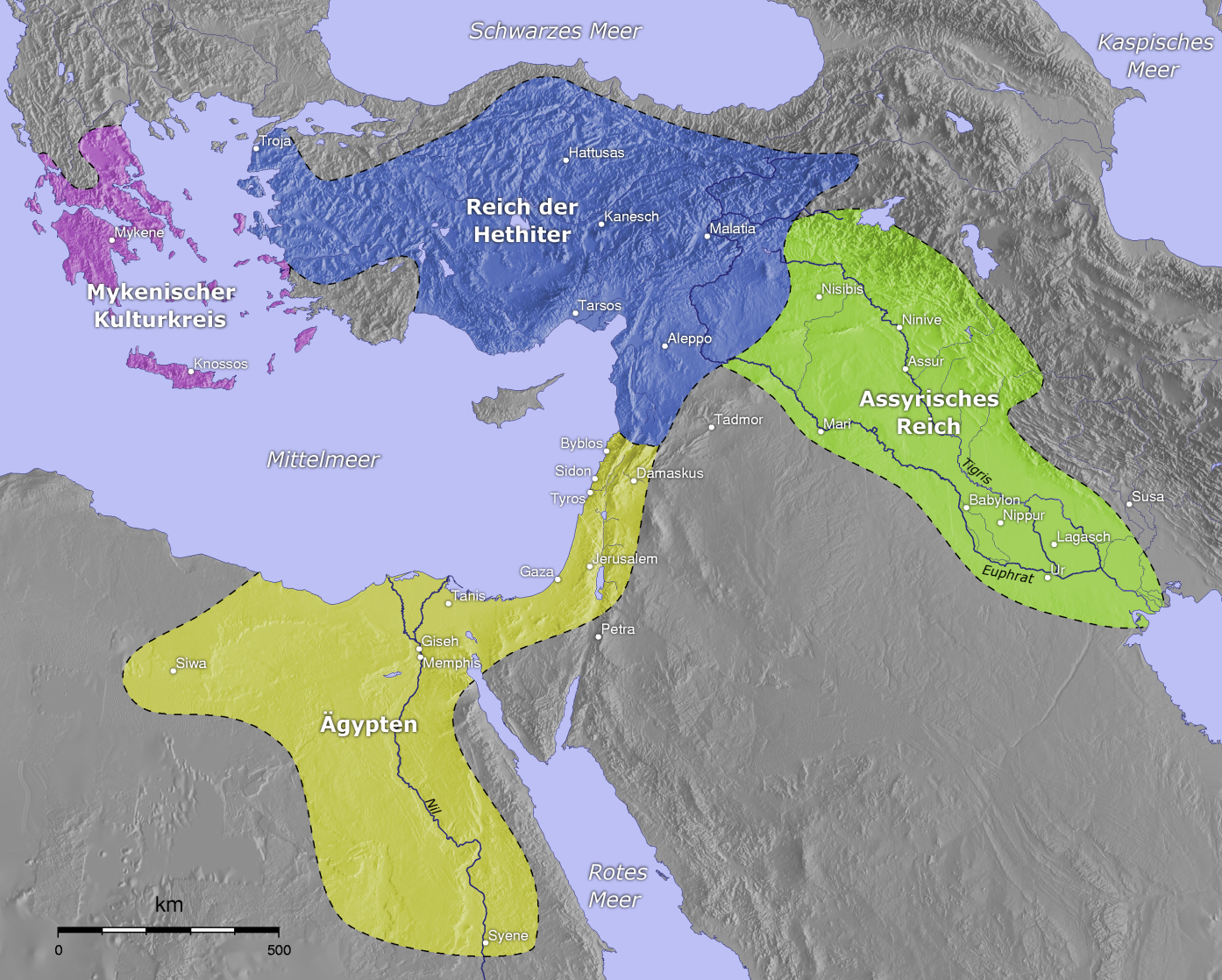
Der alte Orient um 1220 v. Chr.

Die Hethiter, indogermanische Sprachträger, waren vermutlich gegen Ende des 3. Jahrtausend v. Chr./Anfang des 2. Jahrtausend v. Chr. nach Kleinasien eingewandert. Unter starken hurritischen und hattischen Einflüssen kristallisierte sich Mitte des 2. Jahrtausend v. Chr. das Großreich der Hethiter heraus, zu dem weite Teile Anatoliens und zeitweise auch die nördliche Hälfte des heutigen Syrien zählten. 1531 v. Chr. plünderten die Hethiter unter Muršili I. Babylon. 1274 v. Chr. siegten die Hethiter vermutlich in der Schlacht bei Kadesch über das expandierende Ägyptische Reich. Der Vertrag zwischen Ramses II. und Ḫattušili III. ist der älteste bekannte Friedensvertrag der Welt. Das hethitische Großreich endet Ende zu Beginn des 12. Jahrhunderts v. Chr. Die dritte Großmacht in dieser Zeit war das Reich von Mittani, das Nordsyrien beherrschte.
Etwa im 15. Jahrhundert v. Chr. kam es in Phönizien an der Mittelmeerküste zur Bildung von Stadtstaaten, wie beispielsweise die Seestädte Sidon, Tyros, Byblos und Aruad, die Handelskolonien im gesamten Mittelmeerraum gründeten. Bedeutendste Niederlassung wurde später Karthago im heutigen Tunesien.

##### Mittelassyrische Zeit
Im 14. Jahrhundert v. Chr. erstarkte als neue Macht Assyrien, das sich von der Vorherrschaft Mittanis befreien konnte.
Die Stadt Assur lag am oberen Tigris. Historiker vermuten, dass die Stadt am Anfang unter der Herrschaft Akkads stand. Angaben in der assyrischen Königsliste lassen vermuten, dass die ersten Assyrer Nomaden waren. An der Spitze stand der König, der sich auch als Priester des Gottes Assur sah. Daneben übten die Kaufleute eine bedeutende Macht aus. Assur, an wichtigen Handelswegen gelegen, handelte mit Iran, Babylon und Anatolien. Im 18. Jahrhundert v. Chr. gründete Šamši-Adad I. im Norden Mesopotamiens ein assyrisches Reich. In der ersten Hälfte des 17. Jahrhunderts v. Chr. war Assyrien zerfallen und das Altassyrische Reich beendet. Das Gebiet wurde Teil von Hanilgabat.
Unter Aššur-uballiṭ I. (1353 bis 1318 v. Chr.) erlangte Assyrien seinen Einfluss zurück. Zahlreiche Eroberungen führten zu einem wirtschaftlichen Aufschwung. Der König Tukulti-Ninurta I. verstand sich als Stellvertreter des Gottes Assur. Er nannte sich Herrscher der vier Erdteile und machte damit seinen Machtanspruch deutlich. Mit seinem Tod endete die Epoche des Mittelassyrischen Reiches.

##### Seevölker
Von 1250 bis 1100 v. Chr. kam es zu einem Klimawandel, der im Gebiet des östlichen Mittelmeeres zu extremen Trockenphasen führte. In der ausgehenden, späten Bronzezeit ergaben sich ab ca. 1220 v. Chr. einschneidende Veränderungen im Seehandel (siehe auch Schiff der Antike) des Mittelmeerraums. Diese Schwierigkeiten zeigten bereits bei den Hethitern um 1210 v. Chr. erste Wirkungen, da Ägypten die in einen Versorgungsengpass geratenen Hethiter mit Getreidelieferungen unterstützte. Anscheinend konnte die wirtschaftliche Lage nicht lange stabilisiert werden. Nur einige Jahre später suchten die Hethiter bereits nach neuen Siedlungsmöglichkeiten. Archäologische Funde und schriftliche Dokumente zeigen einheitlich den sich abzeichnenden Zusammenbruch des gesamten Handels bis in die Gebiete der Ägäis auf. Zusammenfassend werden die invasorischen Gruppen mit dem Begriff Seevölker erfasst (Zusammenbruch der Bronzezeit). Sie sind eine Sammelbezeichnung für die in ägyptischen Quellen des Neuen Reichs erwähnten „Fremdvölker“, welche zu Beginn des 12. Jahrhunderts v. Chr. nach Berichten von Ramses III. zur ernsten Bedrohung Ägyptens wurden. Wahrscheinlich handelt es sich um die gleichen Kräfte, die zwischen 1194 und 1186 v. Chr. Ugarit angriffen und zerstörten.

### Eisenzeit

#### Neuassyrische Zeit
Einen letzten Aufschwung erlebte das Reich mit König Aššur-dan II. (935 bis 912 v. Chr.), der zahlreiche aramäische Stadtkönigreiche eroberte. Die Könige Aššur-nâṣir-apli II. (883 bis 859 v. Chr.) und Salmānu-ašarēd III. (858 bis 824 v. Chr.) erweiterten den assyrischen Machtbereich bis nach Syrien. Nach einigen Rückschlägen und inneren Zwistigkeiten gelang es Tukulti-apil-Ešarra III. (745 bis 727 v. Chr.) Babylon, Phönizien, Palästina und Israel zu erobern. Nach Thronwirren übernahm 721 v. Chr. Šarru-kīn II. die Herrschaft. Er regierte bis 705 v. Chr. Unter ihm und seinen Nachfolgern erreichte das neuassyrische Großreich seine größte Ausdehnung. Mehr und mehr setzte sich die aramäische Sprache und Schrift als Verkehrssprache durch.
50 Jahre später eroberte Aššur-aḫḫe-iddina (Asarhaddon; 681 bis 669 v. Chr.) Ägypten. Aššur-bāni-apli (Assurbanipal; 669 bis 627 v. Chr.) war der letzte bedeutende Herrscher. Seine Bibliothek ist eine bedeutende Quelle für die Geschichte des Zweistromlandes.
Nach Assurbanipals Tod verfiel das Reich zusehends, bis sich letztendlich eine Koalition aus Babyloniern und Medern gegen das assyrische Reich wandte. Nach und nach konnten die verbündeten Reiche das assyrische Heer in mehreren Schlachten schlagen. Die assyrischen Residenzstädte wurden nacheinander eingenommen und zerstört: Assur 614 v. Chr., Ninive 612 v. Chr. und Harran 609 v. Chr. Mit dem Fall von Harran endet die Geschichte des assyrischen Reiches.

#### Spätbabylonische Zeit
Die vereinigten Meder und Babylonier besiegten 609 v. Chr. die Heere Assyriens. Assur und Ninive wurden vollkommen zerstört. 586 v. Chr. wurde Juda durch Babylon erobert, Jerusalem und der erste Tempel wurden zerstört, es begann das babylonische Exil der Juden. Dieses endete 539 v. Chr. mit der Eroberung Babylons durch die Perser.

#### Achämenidenzeit
Der Gründer des persischen Großreiches der Achämeniden war Kyros II. Kyros wurde kurz nach 560 v. Chr. König von Anschan, einer Region in der Persis, welche unter der Oberhoheit der Meder stand.
Kyros gelang es um 550 v. Chr., diese Oberherrschaft abzuschütteln. In den nachfolgenden Jahren eroberte Kyros das Mederreich und schuf damit die Grundlagen des persischen Großreiches. Anschließend wurden die Lyder besiegt, womit Kleinasien weitgehend unter persische Herrschaft kam. 540/539 v. Chr. fiel auch Babylonien an Kyros. Der Nachfolger des Kyros, Dareios I., organisierte die Verwaltung des Reiches durch Satrapen und stärkte die Wirtschaft. Er eroberte Teile Nord-Indiens und Thrakiens sowie 526 v. Chr. ganz Ägypten.
Nach einem Aufstand der kleinasiatischen Griechen (sogenannter Ionischer Aufstand, etwa 500 bis 494 v. Chr.) kam es zu einer Strafexpedition der Perser, die jedoch 490 v. Chr. bei Marathon von den Athenern geschlagen wurden. Dies war der Beginn der so genannten Perserkriege, welche zu einem bestimmenden Element der Beziehungen zwischen den griechischen Poleis (Stadtstaaten) und dem Perserreich werden sollten. Um 449 v. Chr. kam es zum (in der Forschung umstrittenen) so genannten Kalliasfrieden, der den Status quo zementierte: Die Perser akzeptierten die Selbstständigkeit der kleinasiatischen Griechen und betrachteten die Ägäis als ein griechisches Meer, wofür im Gegenzug die Griechen keine kriegerischen Aktionen gegen Persien unternahmen.
Artaxerxes III. war der letzte bedeutende Großkönig der Achämeniden. Nach seinem Tod 336 v. Chr. eroberte Alexander der Große ab 334 v. Chr. das persische Großreich. Der letzte Achämenide, Dareios III., wurde von einem seiner Untergebenen 330 v. Chr. umgebracht.

### Hellenistische Zeit
Alexander der Große eroberte 336 v. Chr. das heutige Anatolien und brachte bis 323 v. Chr. fast das gesamte Perserreich und Ägypten unter seine Kontrolle. Nach dem Tod Alexanders errang Seleukos I. die Herrschaft in einem Reich, das große Teile Vorderasiens, Mesopotamien und die Kaukasusregion umfasste, das Seleukidenreich. Im Osten gelang es den Parthern ab 240 v. Chr., den Nordosten Irans in Besitz zu nehmen.

### Römische und Parthische Zeit
Im Jahr 187 v. Chr. eroberten die Römer die Nordprovinzen der Seleukiden und schwächten das Reich damit empfindlich. Unter Mithridates I. (171 bis 139/138 v. Chr.) eroberten daraufhin die parthischen Arsakiden Mesopotamien, und das graeco-baktrische Reich erlag den Kuschana und anderen Feinden. Römer und Arsakiden kämpften dann seit ungefähr 80 v. Chr. um die Vorherrschaft in Vorderasien. Um 64 v. Chr. brachten die Römer Syrien unter ihre Kontrolle, das nach Ägypten zur reichsten römischen Provinz aufstieg. Die weiter andauernden Kämpfe zwischen Römern und Parthern verliefen sehr wechselhaft. Auch wenn es den Römern mehrmals gelang, in das Parthische Reich einzudringen (so wurde die De-facto-Hauptstadt Seleukeia-Ktesiphon wiederholt belagert bzw. erobert), konnten sie diesen Raum doch nie dauerhaft in Besitz nehmen. Der letzte arsakidische Herrscher über Iran, Artabanos IV., wurde nach einer Rebellion vom Statthalter der Persis, Ardaschir I., 224 n. Chr. in der Schlacht von Hurmuzgan getötet. Ardaschir arrangierte sich mit parthischen Adelsfamilien und begründete das Neupersische Reich der Sassaniden, das letzte vorislamische orientalische Großreich, das zeit seines Bestehens ein mächtiger Rivale des Römischen Reiches sein sollte. Die Arsakiden konnten sich derweil noch bis 428 in Armenien behaupten.

### Sassanidische Zeit

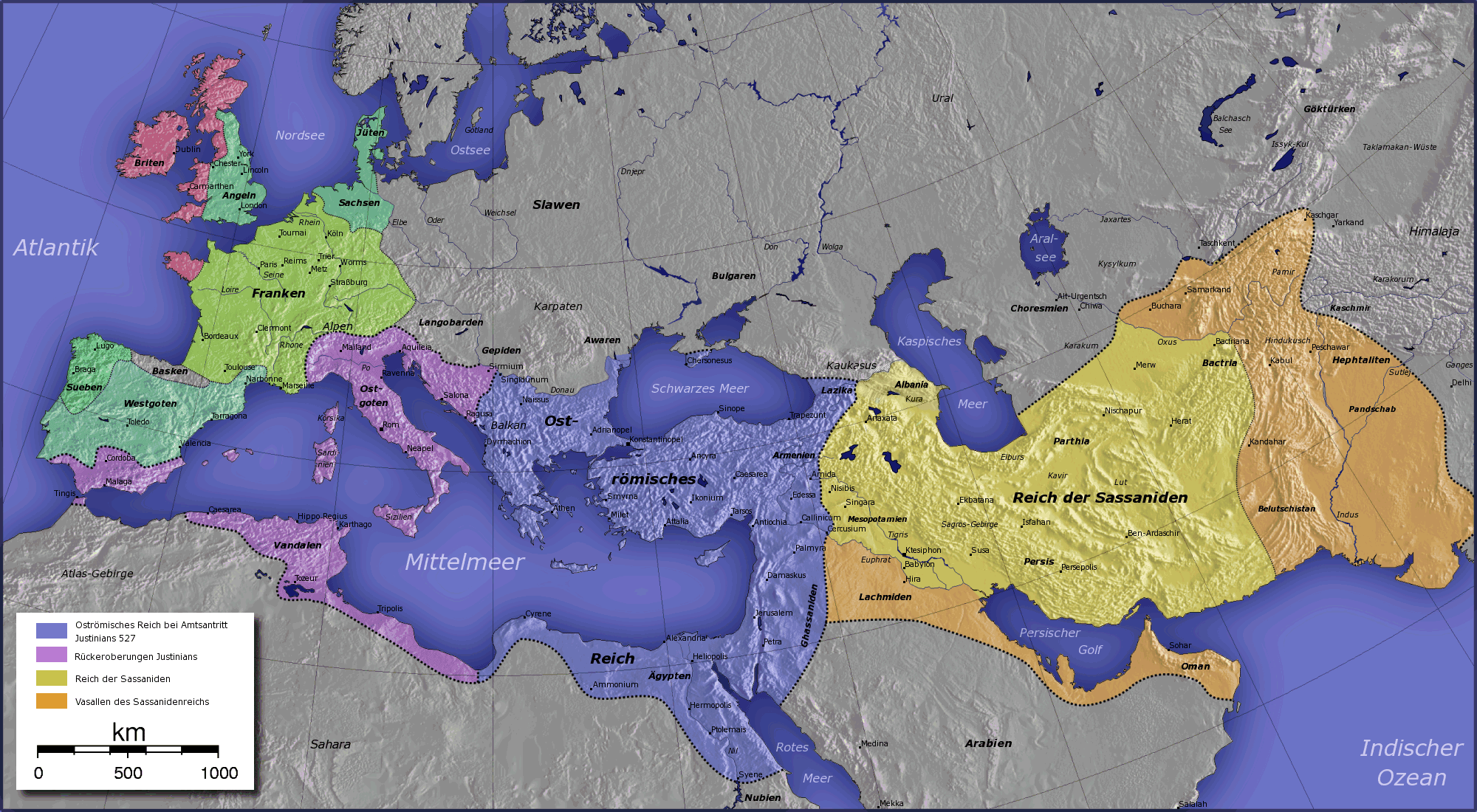
Das Sassanidenreich und die spätantike Mittelmeerwelt etwa zur Zeit Chosraus I.

Nach der faktischen Teilung des Römischen Reiches 395 wurde die (nunmehr in kleinere Gebiete untergliederte) Provinz Syria Teil des Oströmischen Reiches. Nordmesopotamien war lange Zeit zwischen Ostrom und dem nach einer Krise um 490 wieder erstarkten Sassanidenreich umkämpft (siehe unter anderem Justinian I.; Herakleios). Die Sassaniden knüpften im Gegensatz zu den anfangs eher hellenistisch geprägten Parthern explizit an die altorientalische Tradition Persiens an. Unter Chosrau I. 531 bis 579 erreichte das Sassanidenreich dann seinen Höhepunkt: Es konnte sich gegenüber den Römern behaupten und zugleich die Grenze gegenüber den Steppenvölkern sichern. Auch kulturell war dies die bedeutendste Phase des sassanidischen Persien. Doch konnten Chosraus Nachfolger diesen Zustand nicht erhalten. Sein Enkel Chosrau II. wurde 590 von einem Usurpator vertrieben und 591 mit oströmischer Unterstützung wieder eingesetzt. Chosrau II. griff dann nach dem Tod Kaiser Maurikios 603 das Oströmische Reich an; als erster Perserkönig seit einem Jahrtausend versuchte er, ganz Vorderasien dauerhaft seiner Herrschaft zu unterwerfen. Bis 619 hatten die persischen Truppen Syrien und Ägypten erobert, plünderten Kleinasien und bedrohten Konstantinopel. Das alte Achämenidenreich schien wieder auferstanden zu sein. Doch Kaiser Herakleios gelang im Bündnis mit den Türken ein erfolgreicher Feldzug gegen die Sassaniden, die in der Schlacht bei Ninive geschlagen wurden. Chosrau II. wurde gestürzt und bald darauf getötet, während Ostrom die verlorenen Gebiete 629 zurückerhielt. Das Sassanidenreich war von den langen Kriegen mit Rom, vor allem aber von dem anschließenden Bürgerkrieg mit ständig wechselnden Herrschern völlig ausgeblutet.
Ab 634 eroberten die Araber von Medina aus ganz Syrien, Palästina und Mesopotamien und schließlich das gesamte Sassanidenreich (siehe Islamische Expansion). Der letzte Sassanidenherrscher, Yazdegerd III., wurde 651 bei Merw im Nordosten Irans getötet, womit die letzte altorientalische Staatsbildung unterging.

## Ethnien und Kulturen
Der Alte Orient brachte im Laufe seiner jahrtausendelangen Geschichte eine Vielzahl an Kulturen und „Ethnien“ hervor. Insbesondere der letzte Begriff ist dabei problematisch, da nur Israel das Verständnis einer ethnischen Identität entwickelt hat, das vor allem auf einer gemeinsamen (Heils-)Geschichte beruht. In der Regel bezeichnen sich Menschen im Alten Orient jedoch nach ihrer geographischen Herkunft oder der sozialen Gruppe, der sie angehören. Ein weiteres Problem besteht darin, dass prähistorische Kulturen aufgrund ihrer materiellen Hinterlassenschaften zusammengefasst werden, die jedoch nicht mit einer einheitlichen Ethnie gleichsetzbar sind.

### Prähistorische Kulturen
Erste Rückschlüsse auf kulturelle Gruppen werden ab dem Chalkolithikum fassbar. Damals besiedelten Menschen Mesopotamien, bei denen es sich wahrscheinlich weder um Sumerer noch um Semiten handelte. Überreste ihrer ansonsten unbekannten Sprache sind in alten Stadtnamen enthalten, die in Mesopotamien auf all/ill enden, wie etwa babillu (Babylon) oder Urbillu (Erbil). Im Westen sind hingegen die Endungen at/it/ut weit verbreitet, etwa bei Kaḫat oder Ugarit. Inwiefern diese Endungen Rückschlüsse auf ethnischen Einheiten zulassen ist jedoch fraglich. Einzelne Wörter eines in Südmesopotamien gesprochenen Dialektes (zum Beispiel SAN.GA = Priester) wurden in der sumerischen Sprache weiter verwendet, in Assyrien und an der Zagrosflanke waren hingegen wohl ein anderer Dialekt oder eine andere Sprache gebräuchlich. Sicher ist jedoch, dass diese chalkolithischen Kulturen bereits einen hohen Entwicklungsgrad erreicht hatten.

### Sumerer
Die erste fassbare Ethnie sind die Sumerer, deren Herkunft bis heute nicht geklärt werden konnte. Sie verwendeten eine isolierte Sprache und bezeichneten ihr Land als KI.EN.GIR (Kulturland), der Begriff „Sumerer“ geht auf die spätere akkadische Bezeichnung für diese Region „Šumeru“ zurück. Vermutlich wanderten die Sumerer im 4. Jahrtausend vor Christus nach Mesopotamien ein, wobei ihre Wanderungsroute ebenso unbekannt ist wie ihr Ursprungsort. Versuche, ihre Sprache in Verwandtschaft zu anderen Sprachen zu setzen, sind bislang nicht überzeugend gelungen. Das Verbreitungsgebiet der Sumerer beschränkte sich insgesamt auf den Süden Mesopotamiens etwa bis zur Höhe Nippurs.

### Semiten
Die Semiten sind die größte ethnische Gruppe des Alten Orients und wanderten in mehreren Wellen in die Region ein. Gemäß einer Hypothese sollen sie aus Nordwestafrika stammen, von wo aus sie im 5. Jahrtausend v. Chr. nach Osten abwanderten. Schriftliche Erwähnungen der Semiten stammen zwar erst aus dem 3. Jahrtausend, jedoch deuten alte semitische Lehnwörter im Sumerischen darauf hin, dass erste Semiten zumindest zeitgleich zu den Sumerern nach Mesopotamien eindrangen. Die ältesten Schriftzeugnisse der Semiten, im ostsemitischen Akkadisch, stammen aus der Mitte des 3. Jahrtausends, unter anderem aus Ebla. Die Akkader bildeten regional verschiedene Gruppierungen aus, von denen die Assyrer die berühmtesten sind.
Am Ende des 3. Jahrtausends wanderte mit den nordwestsemitischen Amoritern eine weitere semitische Gruppe nach Mesopotamien ein. Sie bildeten mit einigen Ausnahmen meist eine untere Gesellschaftsschicht, die sich allerdings ab der Mitte des 2. Jahrtausends als eigenständige Gruppe auflöste und in der lokalen Bevölkerung aufging. In der Levante setzten sich diese Gruppen, die zu einem erheblichen Teil nomadisch oder halbnomadisch lebten, hingegen zusehends durch. Hier brachten sie unter anderem das Ugaritische hervor. Nach dem Seevölkersturm und den darauf folgenden Wirren erscheinen in derselben Region die Phönizier und Kanaaniter, zu denen auch die Hebräer zu zählen sind. In diesem Zeitraum, ab etwa 1300 v. Chr., tritt mit den Aramäern eine weitere semitische Gruppe auf, die in zahlreiche Kriege mit den Assyrern verwickelt waren. Die Deportationspolitik der Assyrer führte dazu, dass ihre Sprache sich im gesamten Vorderen Orient verteilte und im 1. Jahrtausend zur regionalen lingua franca wurde. Im Süden der arabischen Halbinsel siedelten die südwestsemitischen Südaraber, die ab etwa 1000 v. Chr. fassbar werden. Über die vorausgehende Zeit ist hingegen nichts bekannt. Mit den Südarabern verwandte Gruppen siedelten in Nubien, wo sie zu den Vorfahren der Äthiopier wurden. In den zentralen Bereichen der arabischen Halbinsel siedelten die West- und Nordaraber, die als Beduinen ab 853 mit Assyrien und Babylonien wiederholt Kriege führten. Insgesamt nahmen die Araber keinen großen Einfluss auf die Geschichte des Alten Orients, bevor sie mit der islamischen Expansion dessen endgültigen Untergang herbeiführten.

### Ostkaukasier
Ab dem Ende des 3. Jahrtausends v. Chr. traten von der nordöstlichen Grenze Mesopotamiens her die Hurriter als neue Gruppe im Alten Orient auf, von wo aus sie sich im 2. Jahrtausend nach Nordmesopotamien, Anatolien und bis in die Levante ausbreiteten. Bis zum Ende der Spätbronzezeit befand sich mit Ausnahme Babyloniens und sämtliche Kerngebiete des Alten Orients und sogar Ägypten zeitweise unter hurritischer Vorherrschaft. Im Reich Ḫanilgabat bildeten sie die wichtigste und größte Bevölkerungsgruppe. Ihre Sprache ist bis heute kaum verständlich, so dass ihre Geschichte nicht endgültig geklärt ist. Viele Wissenschaftler sind der Ansicht, dass diese Sprache mit den modernen Sprachen im Kaukasus verwandt ist, was auf eine Herkunft aus den östlichen Regionen des Kaukasus deuten würde. Die einzige Sprache, die sicher mit dem Hurritischen verwandt ist, ist die der Urartäer, die ab dem 2. Jahrtausend in Armenien siedelten und dort später das Reich Urartu errichteten. Erst im 8. Jahrhundert v. Chr. drangen diese dann bis nach Syrien vor, bevor sie um 600 durch Skythen vernichtet wurden.

### Elamiter und Bergvölker
Die Elamiter siedelten spätestens seit dem 4. Jahrtausend in Südiran, wo sich in etwa zeitgleich zu Mesopotamien der Übergang zur Geschichtlichkeit vollzog. Von da an war ihre Sprache bis zur Zerstörung Elams durch die Assyrer in der Mitte des 7. Jahrhunderts v. Chr. in Gebrauch, die mit keiner anderen Sprache in Verbindung gebracht werden kann. Über die Ethnie der Elamiter ist daher wenig bekannt. Von den Elamitern abgesehen brachte Iran keine Schriftkulturen hervor. Diese sind daher nur durch ihre Erwähnung aus mesopotamischen Schriftquellen bekannt und können oft nicht einmal mit den archäologischen Funden in Verbindung gebracht werden. Diese im Zagros und angrenzenden Regionen siedelnden Völker werden in den Quellen als rücksichtslose Krieger dargestellt, zweimal konnten sie sich für längere Zeit in Babylonien festsetzen: So führte das Eindringen von Gutäern um 2200 v. Chr. zum Zusammenbruch des Reiches von Akkad. Anschließend errichteten sie ein Reich im Norden und Osten Südmesopotamiens. Ihre Vorherrschaft wird in sumerischen Quellen als schrecklich geschildert. In späteren Zeiten berichten assyrische Inschriften immer wieder von Kriegen gegen Qûtu und Lulubi, die Nachfahren der Gutäer seien.
Nach der Zerstörung Babylons durch die Hethiter gelangte dort eine weitere, aus dem Zagros immigrierte Volksgruppe an die Macht, die Kassiten. Die von ihnen begründete Dynastie konnte sich rund 450 Jahre lang an der Macht halten. Da ihre Könige die akkadische Sprache nutzten, ist über die kassitische Sprache fast nichts bekannt. Nach und nach gingen sie in der babylonischen Bevölkerung auf. In Iran blieben sie hingegen als eigenständige Gruppe erhalten, die im 1. Jahrtausend häufig Kriege gegen die Hurriter führte.